# Dukla
Dukla è un comune urbano-rurale polacco del distretto di Krosno, nel voivodato della Precarpazia.
Ricopre una superficie di 332,5 km² e nel 2007 contava 17 019 abitanti.
La città dà il nome al Passo di Dukla, uno dei valichi dei Carpazi.